# Kahane Chai
Kahane Chai var ett högerextremt politiskt parti i Israel som bildades som en utbrytning ur Kach efter dess ledare Rabbi Meir Kahane blev mördad den 5 november 1990. Partiets grundare var Binyamin Ze'ev Kahane, Rabbi Kahanes son. Medlemmar i partiet har utfört ett antal attacker mot arabiska palestinier. Partiet anses vara en terroristorganisation av Israel, Kanada, EU och USA.